# Luca De Filippo
Luca De Filippo (Roma, 3 de junio de 1948 - ib., 27 de noviembre de 2015) fue un actor y director de escena italiano. Heredero de la gran tradición teatral napolitana, puso en escena también obras de teatro contemporáneo.

## Biografía

### Vida privada
Nació en Roma del actor y autor teatral napolitano Eduardo De Filippo y de la cantante y actriz piamontesa Thea Prandi. Tuvo una hermana, Luisa, que falleció en 1960 a los 10 años; al año siguiente su madre murió de cáncer uterino.
De dos parejas diferentes tuvo tres hijos: Matteo, cocinero en Madrid y presentador de Canal Cocina, Tommaso y Luisa. En 2013 se casó con la actriz Carolina Rosi, hija del director Francesco Rosi, con quien también compartió muchas experiencias teatrales.
Falleció de cáncer el 27 de noviembre de 2015 a la edad de 67 años en su casa romana. El funeral laico se celebró el 30 de noviembre en el interior del Teatro Argentina en presencia de su familia, amigos y colegas y numerosas personalidades del mundo del espectáculo y de las instituciones. Descansa en la capilla familiar del Cementerio del Verano.

### Carrera
Tras algunas participaciones en las representaciones teatrales de su padre durante la infancia, como en el papel de Peppiniello en Miseria e nobiltà (1955), Luca debutó en Il figlio di Pulcinella a los 20 años, con el nombre artístico de Luca Della Porta. Bajo este seudónimo también se produjo su debut en el cine, con la película I giovani tigri de Antonio Leonviola (1968). Fue dirigido por figuras del cine italiano como Lina Wertmüller, Gabriele Muccino y Sergio Castellitto.
También participó en algunas series de televisión, trabajando con Mino Guerrini, Pasquale Squitieri y Tonino Valerii.
En 1981 fundó su propia compañía teatral, escenificando obras de su padre y de otros grandes maestros del teatro como Molière, Pinter, Beckett, Scarpetta y Pirandello. También dirigió la farsa La escala de seda de Gioacchino Rossini, para el Rossini Opera Festival de Pésaro. En 2015 asumió el cargo de director de la Escuela de Actuación del Teatro Stabile de Nápoles. Fue presidente de la Fundación Eduardo De Filippo, creada en 2008 tras la donación del Teatro San Ferdinando a la ciudad de Nápoles por parte de la familia De Filippo, con finalidades culturales y sociales sobre todo en favor de los jóvenes en riesgo.

## Teatro
- Miseria e nobiltà (1955) de Eduardo Scarpetta, dirección de Eduardo De Filippo
- Il figlio di Pulcinella (1968) de Eduardo De Filippo, dirección de Gennaro Magliulo, con el seudónimo de Luca Della Porta
- Filumena Marturano (1968) de Eduardo De Filippo, dirección de Eduardo De Filippo
- Cani e gatti (1970) de Eduardo Scarpetta, dirección de Eduardo De Filippo
- Le bugie con le gambe lunghe (1972) de Eduardo De Filippo, dirección de Eduardo De Filippo
- Il sindaco del rione Sanità (1973) de Eduardo De Filippo, dirección de Eduardo De Filippo
- Gli esami non finiscono mai (1974) de Eduardo De Filippo, dirección de Eduardo De Filippo
- Natale in casa Cupiello (1975, 1976, 1977) de Eduardo De Filippo, dirección de Eduardo De Filippo
- Le voci di dentro (1977) de Eduardo De Filippo, dirección de Eduardo De Filippo
- Gennareniello (1978) de Eduardo De Filippo, dirección de Eduardo De Filippo
- Il sindaco del rione Sanità (1979) de Eduardo De Filippo, dirección de Eduardo De Filippo
- Il berretto a sonagli (1979) de Luigi Pirandello, dirección de Eduardo De Filippo
- La donna è mobile (1980, 1981, 1982) de Vincenzo Scarpetta, dirección de Eduardo De Filippo
- Sik-Sik, l'artefice magico (1980) de Eduardo De Filippo, dirección de Eduardo De Filippo
- Dolore sotto chiave (1980) de Eduardo De Filippo, dirección de Eduardo De Filippo
- Scorzetta di limone (1980) de Gino Rocca, versión en napolitano de Eduardo De Filippo, dirección de Eduardo De Filippo
- Pulcinella ca va cercando 'a fortuna sua pe' Napule (o 'A fortuna 'e Pulicenella) (1980, 1981), reescritura libre de Pulcinella che bà truvanno 'a fortuna soja pè Napule (1863) de Pasquale Altavilla, adaptación teatral y dirección de Eduardo De Filippo
- Ditegli sempre di sì (1981, 1982, 1983, 1997, 1998, 1999) de Eduardo De Filippo, dirección de Eduardo De Filippo (temporadas 1997-'98\1998-'99: dirección de Luca De Filippo)
- Tre cazune fortunate (1982, 1983) de Eduardo Scarpetta, dirección de Eduardo De Filippo
- Nu turco napulitano (1983, 1984) de Eduardo Scarpetta, dirección de Eduardo De Filippo
- Chi è cchiu' felice 'e me! (1983, 1984, 1985) de Eduardo De Filippo, dirección de Eduardo De Filippo
- Uomo e galantuomo (1984, 1985, 1986, 1995, 1996, 1997) de Eduardo De Filippo, dirección de Luca De Filippo
- Don Giovanni (1985, 1986, 1987) de Molière, dirección de Luca De Filippo
- 'O Scarfalietto (1986, 1987, 1988) de Eduardo Scarpetta, dirección de Armando Pugliese
- Ogni anno punto e da capo (1988, 1989) de Eduardo De Filippo, dirección de Armando Pugliese
- Non ti pago (1989, 1990, 1991) de Eduardo De Filippo, dirección de Luca De Filippo
- Il piacere dell'onestà (1990) de Luigi Pirandello, dirección de Luca De Filippo
- La casa al mare (1990, 1991, 1992) de Vincenzo Cerami, dirección de Luca De Filippo - Compagnia "L'arte della commedia"
- Questi fantasmi! (1991, 1992, 1993) de Eduardo De Filippo, dirección de Armando Pugliese
- Tuttosà e Chebestia (1993) de Coline Serreau, traducción de Stefano Benni de Quisaitout et Grobeta, dirección de Benno Benson
- L'esibizionista (1993, 1994, 1995) de Lina Wertmüller, dirección de Lina Wertmüller
- Il contratto (1994, 1995, 1996) de Eduardo De Filippo, dirección de Luca De Filippo
- Penziere mieje (1995, 1996, 1997) de Eduardo De Filippo, dirección de Luca De Filippo
- L'amante (1997, 1998) de Harold Pinter, dirección de Andrée Ruth Shammah
- Tartufo o l'Impostore (1997, 1998, 1999) de Molière, traducción libre del original de Enzo Moscato, dirección de Armando Pugliese
- Il suicida (1999, 2000), adaptación libre de Michele Serra da Nikolaj Robertovič Ėrdman, dirección de Armando Pugliese
- L'arte della commedia (2000, 2001, 2002) de Eduardo De Filippo, dirección de Luca De Filippo
- Eduardo al Kursaal (2001, 2002, 2003, 2004), proyecto de Armando Pugliese y Luca De Filippo sobre textos de Eduardo De Filippo, dirección de Armando Pugliese
- Aspettando Godot (2001, 2002) de Samuel Beckett, traducción de Carlo Fruttero, dirección de Luca De Filippo
- Resisté (2001, 2002) de Indro Montanelli, dirección de Luca De Filippo
- Penziere mieje (2002, 2003) de Eduardo De Filippo, música de Antonio Sinagra, dirección de Luca De Filippo
- La palla al piede (2002, 2003) de Georges Feydeau, traducción y adaptación de Carolina Rosi y Luca De Filippo, dirección de Armando Pugliese
- Napoli milionaria! (2003, 2004, 2005, 2006) de Eduardo De Filippo, dirección de Francesco Rosi - Compagnia di Luca De Filippo / Mercadante Teatro Stabile di Napoli
- Le voci di dentro (2006, 2007, 2008, 2009) de Eduardo De Filippo, dirección de Francesco Rosi
- Filumena Marturano (2008, 2009, 2010) de Eduardo De Filippo, dirección de Francesco Rosi
- Le bugie con le gambe lunghe (2010, 2011, 2012) de Eduardo De Filippo, dirección de Luca De Filippo
- La grande magia (2012, 2013) de Eduardo De Filippo, dirección de Luca De Filippo
- Sogno di una notte di mezza sbornia (2013, 2014, 2015) de Eduardo De Filippo, dirección de Armando Pugliese
- Non ti pago (2015) de Eduardo De Filippo, dirección de Luca De Filippo

### Teatro en la televisión
- Miseria e nobiltà (30/12/1955) de Eduardo Scarpetta, dirección de Eduardo De Filippo
- Lu curaggio de nu pumpiero napulitano (24/1/1975) de Eduardo Scarpetta, dirección de Eduardo De Filippo
- 'E nepute d'o sinneco (31/1/1975) de Eduardo Scarpetta de Le Droit d'un aîné de Paul Burani, adaptación y dirección de Eduardo De Filippo
- Na santarella (7/2/1975) de Eduardo Scarpetta, dirección de Eduardo De Filippo
- 'O tuono 'e marzo (14/2/1975) de Vincenzo Scarpetta, adaptación libre y dirección de Eduardo De Filippo
- Uomo e galantuomo (26/12/1975) de Eduardo De Filippo, dirección de Eduardo De Filippo
- De Pretore Vincenzo (2/1/1976) de Eduardo De Filippo, dirección de Eduardo De Filippo
- L'arte della commedia (9/1/1976) de Eduardo De Filippo, dirección de Eduardo De Filippo
- Gli esami non finiscono mai (Rai 2, 16/1/1976) de Eduardo De Filippo, dirección de Eduardo De Filippo
- Natale in casa Cupiello (25/12/1977) de Eduardo De Filippo, dirección de Eduardo De Filippo
- Il cilindro (5/11/1978) de Eduardo De Filippo, dirección de Eduardo De Filippo
- Gennareniello (12/11/1978) de Eduardo De Filippo, dirección de Eduardo De Filippo
- Quei figuri di tanti anni fa (24/12/1978) de Eduardo De Filippo, dirección de Eduardo De Filippo
- Le voci di dentro (1978) de Eduardo De Filippo, dirección de Eduardo De Filippo
- Il sindaco del rione Sanità (14/4/1979) de Eduardo De Filippo, dirección de Eduardo De Filippo
- Il contratto (13/6/1981) de Eduardo De Filippo, dirección de Eduardo De Filippo
- Il berretto a sonagli (20/6/1981) de Luigi Pirandello, dirección de Eduardo De Filippo
- Uscita di emergenza (Rai 2, 28/9/1992) de Manlio Santanelli, dirección de Antonio y Andrea Frazzi
- Padre Cicogna (Rai 1, 28/12/2013), cuento sinfónico a cuatro voces, narrador y orquesta, sobre versos de Eduardo De Filippo y músicas de Nicola Piovani, Teatro Petruzzelli de Bari, dirección televisiva de Carlo Tagliabue

## Filmografía
- I giovani tigri (1968), dirección de Antonio Leonviola
- Quel negozio di Piazza Navona (1969), dirección de Mino Guerrini - miniserie de televisión
- Naso di cane (1985), dirección de Pasquale Squitieri - miniserie de televisión
- Il ricatto (1989), dirección de Tonino Valerii - miniserie de televisión
- Sabato, domenica e lunedì (1990), dirección de Lina Wertmüller
- Taxi, dirección de Elisabetta Villaggio - cortometraje (1998)
- Come te nessuno mai (1999), dirección de Gabriele Muccino
- Mannaggia alla miseria (2010), dirección de Lina Wertmüller
- Venuto al mondo (2012), dirección de Sergio Castellitto
- Eduardo: la vita che continua (2014), dirección de Francesco Saponaro - documental
- La stoffa dei sogni (2015), dirección de Gianfranco Cabiddu

## Distinciones honoríficas
- Gran Oficial de la Orden al Mérito de la República Italiana (Roma, 2004).[11]

## Premios
- Premio Ubu (1980)
- Premio Flaiano al mejor intérprete televisivo (1991)[12]
- Premio De Sica per il Teatro (2010)[13]
- Premio Sorelle Gramatica. Il tempo perduto e ritrovato (2011)[14]
- Premio Associazione Nazionale dei Critici di Teatro (2011)
- Premio Eccellenze Napoletane (2014)[15]
- Premio Flaiano a la carrera (2014)[16]
- Premio Simoni per la Fedeltà al Teatro di Prosa (2014)[17]
- Premio Poerio-Imbriani (2015)[18]